# Aguascalientes (stát)
Aguascalientes [aguaskalientes] je jeden ze 31 států Mexika. Zabírá plochu 5615,7 km². Podle sčítání lidu v roce 2020 ve státě Aguascalientes žilo 1 425 607 obyvatel. Hlavní město nese stejný název jako stát, Aguascalientes.
Název ve španělštině znamená „horké vody“. Stát tak byl pojmenován kvůli hojnosti horkých pramenů v této oblasti.